# Kraków Młynówka
Kraków Młynówka – przystanek kolejowy w Krakowie na linii kolejowej nr 118, obsługujący pociągi pasażerskie dowożące podróżnych z Dworca Głównego w Krakowie do Międzynarodowego Portu Lotniczego im. Jana Pawła II Kraków-Balice.

## Ruch pasażerski
| Rok  | Wymiana pasażerska na dobę |
| ---- | -------------------------- |
| 2017 | 100–149                    |
| 2022 | 100–149                    |